# Hydriomena contrasta
Hydriomena contrasta là một loài bướm đêm trong họ Geometridae.